# 高知県宿毛市愛媛県南宇和郡愛南町篠山小中学校組合
高知県宿毛市愛媛県南宇和郡愛南町篠山小中学校組合（こうちけんすくもしえひめけんみなみうわぐんあいなんちょうささやましょうちゅうがっこうくみあい）は高知県宿毛市と愛媛県南宇和郡愛南町をもって組織する、小中学校を設置・管理し、並びにこれに関する教育事務を共同処理する一部事務組合である。

## 設置する学校
- 高知県宿毛市愛媛県南宇和郡愛南町篠山小中学校組合立篠山中学校（愛媛県南宇和郡愛南町正木1276番地）
- 高知県宿毛市愛媛県南宇和郡愛南町篠山小中学校組合立篠山小学校（愛媛県南宇和郡愛南町正木1276番地）

## 通学区域
- 宿毛市山北地区及び愛南町正木地区

## 組合の議会の議員
- 宿毛市議員・愛南町議員から各3名を選出する。

## 組合の執行機関
- 愛南町長が組合長、宿毛市長が副組合長を務める。